# به‌آفرید غفاریان
به‌آفرید غفاریان (زادهٔ ۳۰ دی ۱۳۷۲ در شمیرانات) بازیگر تئاتر و سینما است. او بیشتر برای بازی در نقش اصلی فیلم سوفی و دیوانه و نقش لیلا آرش در تئاتر فعل شناخته می‌شود.
غفاریان در هنرستان سوره و سپس دانشگاه سوره در رشته نمایش تحصیل کرده‌است و فعالیت هنری خود را با بازی در تئاتر آغاز کرد. او در سال ۱۳۹۴ با بازی در نقش اصلی فیلم سینمایی سوفی و دیوانه برای اولین‌بار در سینما معرفی شد و پس از آن در فیلم‌های درساژ و مردی بدون سایه بازی کرد. غفاریان نقش مکمل فیلم مرزهای بی‌پایان را به عهده گرفت و از سال ۱۴۰۰ بازیگری را در سریال‌های شبکهٔ خانگی ادامه داد.

## شبکه نمایش خانگی
| سال تولید | نام اثر        | کارگردان    | نقش           |
| --------- | -------------- | ----------- | ------------- |
| ۱۴۰۳      | بی عاطفه       | کمال تبریزی |               |
| ۱۴۰۲      | افعی تهران     | سامان مقدم  | رومینا        |
| ۱۴۰۲      | شریک جرم       | مازیار میری | سحر           |
| ۱۴۰۱      | شبکه مخفی زنان | افشین هاشمی | مهرو زنبورکچی |

## سینما
| سال انتشار | نام فیلم        | نقش    | کارگردان       |
| ---------- | --------------- | ------ | -------------- |
|            | مرزهای بی پایان | حسیبا  | عباس امینی     |
| ۱۳۹۷       | مردی بدون سایه  | خورشید | علیرضا رئیسیان |
| ۱۳۹۶       | درساژ           | شیرین  | پویا بادکوبه   |
| ۱۳۹۵       | سوفی و دیوانه   | سوفی   | مهدی کرم‌پور    |

## تئاتر

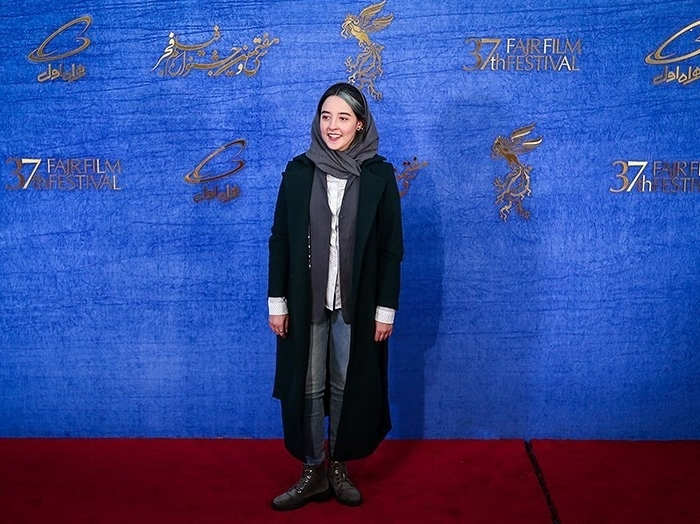
به‌آفرید غفاریان در پردیس سینمایی ملت

| سال اجرا | نام نمایش                 | نقش      | سالن اجرا                       | کارگردان       |
| -------- | ------------------------- | -------- | ------------------------------- | -------------- |
| ۱۳۹۹     | شام یکشنبه                |          | تماشاخانه شانو                  | محمد قنبری     |
| ۱۳۹۶     | فعل                       | لیلا آرش | سالن چهارسو                     | محمد رضایی‌راد  |
| ۱۳۹۶     | سه خواهر                  | ایرینا   | تماشاخانه پالیز و سالن سمندریان | حسن معجونی     |
| ۱۳۹۶     | آبی                       |          | تماشاخانه هنر                   | اردوان انتظاری |
| ۱۳۹۴     | ستوان اینیشمور            | مِیرید    | سالن ناظرزاده کرمانی            | حسن معجونی     |
| ۱۳۹۲     | تصادف قطار بیست‌وپنج دقیقه |          | فرهنگسرای ارسباران              | علی امن‌پور     |
| ۱۳۹۲     | باغ آلبالو                | آنیا     | تماشاخانه ایرانشهر              | حسن معجونی     |